# Championnat d'Angleterre de football de troisième division 2020-2021
Navigation
Édition précédente Édition suivante
La saison 2020-2021 de League One est la quatre-vingt-quinzième édition de la troisième division anglaise, la dix-septième sous son nom actuel et la vingtième-neuvième sous sa forme actuelle.

## Les 24 clubs participants
| \| Accrington Blackpool Bristol Burton Doncaster Fleetwood Gillingham Wimbledon Oxford Peterborough Portsmouth Rochdale Shrewsbury Sunderland Ipswich Lincoln MKD Charlton Hull City Wigan Plymouth Swindon Crewe Alexandra Northampton \| Localisation des clubs engagés dans le championnat. |
| Accrington Blackpool Bristol Burton Doncaster Fleetwood Gillingham Wimbledon Oxford Peterborough Portsmouth Rochdale Shrewsbury Sunderland Ipswich Lincoln MKD Charlton Hull City Wigan Plymouth Swindon Crewe Alexandra Northampton                                                           |

Légende des couleurs
- Relégué de deuxième division
- Promu de quatrième division

| Club                | D3 depuis | Classement 2019-2020 | Stade               | Capacité | Ville               |
| ------------------- | --------- | -------------------- | ------------------- | -------- | ------------------- |
| Charlton Athletic   | 2020      | 22e (D2)             | The Valley          | 27 111   | Londres (Charlton)  |
| Wigan Athletic      | 2020      | 23e (D2)             | DW Stadium          | 25 133   | Wigan               |
| Hull City           | 2020      | 24e (D2)             | KC Stadium          | 25 404   | Kingston upon Hull  |
| Oxford United       | 2016      | 4e                   | Kassam Stadium      | 12 500   | Oxford              |
| Portsmouth FC       | 2017      | 5e                   | Fratton Park        | 21 100   | Portsmouth          |
| Fleetwood Town      | 2014      | 6e                   | Highbury Stadium    | 5 311    | Fleetwood           |
| Peterborough United | 2013      | 7e                   | London Road Stadium | 14 319   | Peterborough        |
| Sunderland AFC      | 2018      | 8e                   | Stadium of Light    | 48 707   | Sunderland          |
| Doncaster Rovers    | 2017      | 9e                   | Keepmoat Stadium    | 15 231   | Doncaster           |
| Gillingham FC       | 2013      | 10e                  | Priestfield Stadium | 11 582   | Gillingham          |
| Ipswich Town        | 2019      | 11e                  | Portman Road        | 30 311   | Ipswich             |
| Burton Albion       | 2018      | 12e                  | Pirelli Stadium     | 6 912    | Burton upon Trent   |
| Blackpool FC        | 2017      | 13e                  | Bloomfield Road     | 17 338   | Blackpool           |
| Bristol Rovers      | 2016      | 14e                  | Memorial Stadium    | 11 916   | Bristol             |
| Shrewsbury Town     | 2014      | 15e                  | New Meadow          | 9 875    | Shrewsbury          |
| Lincoln City        | 2019      | 16e                  | Sincil Bank         | 10 120   | Lincoln             |
| Accrington Stanley  | 2018      | 17e                  | Crown Ground        | 5 057    | Accrington          |
| Rochdale AFC        | 2014      | 18e                  | Spotland Stadium    | 10 249   | Rochdale            |
| Milton Keynes Dons  | 2019      | 19e                  | Stadium MK          | 30 500   | Milton Keynes       |
| AFC Wimbledon       | 2016      | 20e                  | Plough Lane         | 9 300    | Londres (Wimbledon) |
| Swindon Town        | 2020      | 1er (D4)             | County Ground       | 15 728   | Swindon             |
| Crewe Alexandra     | 2020      | 2e (D4)              | Gresty Road         | 10 066   | Crewe               |
| Plymouth Argyle     | 2020      | 3e (D4)              | Home Park           | 17 411   | Plymouth            |
| Northampton Town    | 2020      | 7e (D4)              | Sixfields Stadium   | 7 653    | Northampton         |

## Compétition

### Classement
Le classement est établi sur le barème de points classique (victoire à 3 points, match nul à 1, défaite à 0).
Pour départager les égalités, on tient d'abord compte de la différence de buts générale, puis du nombre de buts marqués, puis des confrontations directes et enfin si la qualification ou la relégation est en jeu, les deux équipes jouent une rencontre d'appui sur terrain neutre.
| Rang | Équipe              | Pts | J  | G  | N  | P  | Bp | Bc | Diff |
| ---- | ------------------- | --- | -- | -- | -- | -- | -- | -- | ---- |
| 1    | Hull City R         | 89  | 46 | 27 | 8  | 11 | 80 | 38 | +42  |
| 2    | Peterborough United | 87  | 46 | 26 | 9  | 11 | 83 | 46 | +37  |
| 3    | Blackpool FC        | 80  | 46 | 23 | 11 | 12 | 60 | 37 | +23  |
| 4    | Sunderland AFC      | 77  | 46 | 20 | 17 | 9  | 70 | 42 | +28  |
| 5    | Lincoln City        | 77  | 46 | 22 | 11 | 13 | 69 | 50 | +19  |
| 6    | Oxford United       | 74  | 46 | 22 | 8  | 16 | 77 | 56 | +21  |
| 7    | Charlton Athletic R | 74  | 46 | 20 | 14 | 12 | 70 | 56 | +14  |
| 8    | Portsmouth FC       | 72  | 46 | 21 | 9  | 16 | 65 | 51 | +14  |
| 9    | Ipswich Town        | 69  | 46 | 19 | 12 | 15 | 46 | 46 | 0    |
| 10   | Gillingham FC       | 67  | 46 | 19 | 10 | 17 | 63 | 60 | +3   |
| 11   | Accrington Stanley  | 67  | 46 | 18 | 13 | 15 | 63 | 68 | -5   |
| 12   | Crewe Alexandra P   | 66  | 46 | 18 | 12 | 16 | 56 | 61 | -5   |
| 13   | Milton Keynes Dons  | 65  | 46 | 18 | 11 | 17 | 64 | 62 | +2   |
| 14   | Doncaster Rovers    | 64  | 46 | 19 | 7  | 20 | 63 | 67 | -4   |
| 15   | Fleetwood Town      | 60  | 46 | 16 | 12 | 18 | 49 | 46 | +3   |
| 16   | Burton Albion       | 57  | 46 | 15 | 12 | 19 | 61 | 73 | -12  |
| 17   | Shrewsbury Town     | 54  | 46 | 13 | 15 | 18 | 50 | 57 | -7   |
| 18   | Plymouth Argyle P   | 53  | 46 | 14 | 11 | 21 | 53 | 80 | -27  |
| 19   | AFC Wimbledon       | 51  | 46 | 12 | 15 | 19 | 54 | 70 | -16  |
| 20   | Wigan Athletic R    | 48  | 46 | 13 | 9  | 24 | 54 | 77 | -23  |
| 21   | Rochdale AFC        | 47  | 46 | 11 | 14 | 21 | 61 | 78 | -17  |
| 22   | Northampton Town P  | 45  | 46 | 11 | 12 | 23 | 41 | 67 | -26  |
| 23   | Swindon Town P      | 43  | 46 | 13 | 4  | 29 | 55 | 89 | -34  |
| 24   | Bristol Rovers      | 38  | 46 | 10 | 8  | 28 | 40 | 70 | -30  |

Promotion en Championship
- 1er et 2e : promotion
- 3e à 6e : barrages de promotion

Relégation en League Two
- 21e à 24e : relégation

Abréviations
- P : Promus de League Two
- R : Relégués de Championship

### Barrages de promotion
|  | Demi-finales      | Demi-finales      | Demi-finales      | Demi-finales      |              |              | Finale      | Finale      | Finale      | Finale      |
|  |                   |                   |                   |                   |              |              |             |             |             |             |
|  | 18 et 21 mai 2021 | 18 et 21 mai 2021 | 18 et 21 mai 2021 | 18 et 21 mai 2021 |              |              | 30 mai 2021 | 30 mai 2021 | 30 mai 2021 | 30 mai 2021 |
|  | 6                 | Oxford United     | 0                 | 3                 |              |              | 30 mai 2021 | 30 mai 2021 | 30 mai 2021 | 30 mai 2021 |
|  | 6                 | Oxford United     | 0                 | 3                 |              |              | 30 mai 2021 | 30 mai 2021 | 30 mai 2021 | 30 mai 2021 |
|  | 3                 | Blackpool FC      | 3                 | 3                 |              |              | 30 mai 2021 | 30 mai 2021 | 30 mai 2021 | 30 mai 2021 |
|  | 3                 | Blackpool FC      | 3                 | 3                 | Blackpool FC | Blackpool FC | 2           | 2           |             |             |
|  | 19 et 22 mai 2021 |                   |                   |                   | Blackpool FC | Blackpool FC | 2           | 2           |             |             |
|  |                   |                   | Lincoln City      | Lincoln City      | 1            | 1            |             |             |             |             |
|  | 5                 | Lincoln City      | Lincoln City      | Lincoln City      | 1            | 1            | 2           | 1           |             |             |
|  | 5                 | Lincoln City      |                   |                   |              |              |             | 1           |             |             |
|  | 4                 | Sunderland AFC    | 0                 | 2                 |              |              |             |             |             |             |
|  | 4                 | Sunderland AFC    | 0                 | 2                 |              |              |             |             |             |             |

## Meilleurs buteurs
| Rang | Joueur               | Club                | Buts |
| ---- | -------------------- | ------------------- | ---- |
| 1    | Jonson Clarke-Harris | Peterborough United | 31   |
| 2    | Charlie Wyke         | Sunderland          | 25   |
| 3    | Jerry Yates          | Blackpool           | 20   |
| 3    | Joe Pigott           | AFC Wimbledon       | 20   |
| 5    | Mallik Wilks         | Hull City           | 19   |
| 5    | Charles Dion         | Accrington Stanley  | 19   |
| 7    | Josh Magennis        | Hull City           | 18   |
| 7    | Matty Taylor         | Oxford United       | 18   |
| 9    | Vadaine Oliver       | Gillingham          | 17   |
| 10   | John Marquis         | Portsmouth          | 16   |
| 10   | Luke Jephcott        | Plymouth Argyle     | 16   |